# Шамбурси
Шамбурси (фр. Chambourcy) насеље је и општина у Француској у региону Париски регион, у департману Ивлен која припада префектури Сен Жермен ан Ле.
По подацима из 2011. године у општини је живело 5845 становника, а густина насељености је износила 742,69 становника/km². Општина се простире на површини од 7,87 km². Налази се на средњој надморској висини од 158 метара (максималној 176 m, а минималној 64 m).

## Демографија
| 1962. | 1968. | 1975. | 1982. | 1990. | 1999. | 2011. |
| ----- | ----- | ----- | ----- | ----- | ----- | ----- |
| 2.068 | 2.515 | 4.763 | 5.052 | 5.163 | 5.077 | 5.845 |

График промене броја становника у току последњих година